# Jeziorany-Kolonie
Jeziorany-Kolonie ist ein Ort in der polnischen Woiwodschaft Ermland-Masuren. Es gehört zur Gmina Jeziorany (Stadt-und-Land-Gemeinde Seeburg) im Powiat Olsztyński (Kreis Allenstein).
Jeziorany-Kolonie liegt in der nördlichen Mitte der Woiwodschaft Ermland-Masuren, 25 Kilometer nordöstlich der Kreismetropole und auch Woiwodschaftshauptstadt Olsztyn (deutsch Allenstein).
Das kleine Dorf Jeziorany-Kolonie liegt 2,5 Kilometer südlich der Stadt Jeziorany und bildet ein eigenes Sołectwo („Schulzenamt“) innerhalb der Gmina Jeziorany. Im Jahre 2021 zählte Jeziorany-Kolonie 179 Einwohner.
Über die Entstehung und Geschichte des Dorfes liegen keine Belege vor. So fehlt auch eine Antwort auf die Frage nach einem etwaigen deutschen Namen vor 1945. Der Ort dürfte wohl erst nach 1945 gegründet worden sein. 
Kirchlich gehört Jeziorany-Kolonie zur evangelischen Christus-Erlöser-Kirche Olsztyn (Allenstein) in der Diözese Masuren der Evangelisch-Augsburgischen Kirche in Polen, außerdem zur römisch-katholischen St.-Bartholomäus-Kirche Jeziorany im Dekanat Barczewo (Wartenburg) im Erzbistum Ermland.
Jeziorany-Kolonie liegt an einer Nebenstraße, die die Städte Jeziorany (Seeburg) und Barczewo (Wartenburg) miteinander verbindet. Bis 1996 (Personenverkehr) bzw. nach 2000 (Güterverkehr) war Jeziorany die nächste Bahnstation. Sie lag an der jetzt nicht mehr existierenden Bahnstrecke (Königsberg–) Zinten–Rothfließ (–Niedersee–Johannisburg).